# Villanueva de la Cañada
Villanueva de la Cañada é um município da Espanha, na província e comunidade autônoma de Madrid. Tem 34,92 km² de área e em 2021 tinha 22 580 habitantes (densidade: 646,6 hab./km²). Limita com os municípios de Boadilla del Monte, Brunete, Majadahonda, Quijorna, Valdemorillo, Villanueva del Pardillo e Villaviciosa de Odón.